# Roger Dajoz
Pour les articles homonymes, voir Dajoz.
Roger Dajoz, né le 22 août 1929 à Paris et mort le 10 mars 2019 dans la même ville, est un biologiste, écologue et entomologiste français. Il a été le directeur adjoint de la chaire d'écologie générale au Muséum national d'histoire naturelle de Paris et était un éminent spécialiste du monde des insectes.

## Biographie
Roger Dajoz est agrégé de sciences naturelles et diplômé en sciences biologiques de l'École normale supérieure de Fontenay-Saint-Cloud en 1954. De 1955 à 1961, il a été professeur au lycée Marcelin-Berthelot de Saint-Maur-des-Fossés puis a enseigné comme assistant de recherche senior en anatomie et entomologie comparées des vertébrés à la faculté des sciences de la Sorbonne. Après avoir terminé son doctorat, Dajoz est nommé directeur adjoint de la chaire d’écologie générale du Muséum national d’histoire naturelle en 1962,. Après sa retraite en 1985, Dajoz a effectué de longues périodes d'études en Arizona, en Californie et au Texas.
En tant qu'entomologiste, Dajoz a étudié divers aspects (systématique, écologie, biogéographie) de deux groupes de coléoptères: les espèces de saproxyles, c'est-à-dire des espèces de la faune du sol, qui appartiennent principalement aux familles des coléoptères terrestres et des coléoptères noirs. Dans ce cadre, il a mené des études dans diverses institutions ou sur place, notamment en Italie, au Portugal, en Yougoslavie, en Grèce, en Roumanie, en Bulgarie, aux Canaries et en Amérique du Nord. Au cours de ses recherches, il a également abordé diverses questions d'entomologie et d'écologie forestières.
Dajoz était membre de la Société entomologique de France dont il avait reçu deux prix: le Prix Jean Dollfus en 1962 et le Prix Réaumur en 1998. 
Il a publié un important Précis d'écologie qui a connu un long succès (8e réédition en 2006),,.

## Travaux
Il a publié plus de 200 écrits sur l'écologie, la biologie et l'entomologie, y compris les premières descriptions scientifiques des 24 taxa suivants :
- Ambalavoa
- Anotimus
- Austrophthalma
- Austrophthalma raffrayi
- Fustigeromimus
- Gomya Dajoz, 1973[15]
- Holozodoides
- Kearophus
- Kearophus guyanensis
- Madabaxyris
- Madapelmus
- Madapelmus elongatus
- Madara
- Madontalgus
- Madontalgus sculpturatus
- Marofusiger
- Paratrochodes
- Paratrochodes microphtalmus
- Pseudoradama
- Soalala
- Tetrosorius
- Tetrosorius anosyensis
- Trichopnites
- Trizethopsis

et des 20 espèces suivantes : 
- Esarcus besucheti (1964)
- Esarcus franzi (1964)
- Esarcus inexpectatus (1964)
- Derolathrus insularis (1973)
- Metophtalmus gomyi (1973)
- Sarothrias indicus (1978)
- Paha guadalupensis (1984)
- Salebius hirsutus (1988)
- Uleiota texana (1989)
- Trechus alinae (1990)
- Trechus apache (1990)
- Narthecius arizonicus (1992)
- Calosoma dawsoni (1997)
- Cercyon arizonicus (1997)
- Rhadine albamontana (1998)
- Dyschirius chiricahuae (2004)
- Dyschirius owen (2004)
- Dyschirius soda (2004)
- Anillinus nantahala (2005)
- Dyschirius wayah (2005)
- Trechus rivulis (2005)

En 1974, Colin Johnson a nommé le coléoptère sud-africain Corticarina dajozi de la famille des Latridiidae en l'honneur de Roger Dajoz.

## Famille
Il a épousé Aline Langevin, professeure d'anglais et petite-fille du physicien Paul Langevin, qui était aussi sa collaboratrice et avec laquelle il a parcouru de nombreux pays à la recherche d'espèces nouvelles.

## Publications

### Ouvrages
- La vie dans les fonds marins, coll. « Savoir et Connaître », Éditions La Farandole, 1958, 174 pages.
- Les insecticides, Que sais-je ?, no 829, 1959.
- Catalogue des coléoptères de la Forêt de la Massane, Masson, 1965, 207 pages.
- Faune terrestre et d'eau douce des Pyrénées-Orientales : catalogue des coléoptères de la forêt de la Massane, Volume 9, 1965, Hermann, 211 pages.
- Écologie et biologie des coléoptères xylophages de la hêtraie, thèse de doctorat en sciences naturelles, Université de Paris, Paris, Masson, 1966[17].
- Titres et travaux scientifiques de Roger Dajoz, Paris, 1966, 1986[18],[19].
- Les insectes xylophages et leur rôle dans la dégradation du bois mort, in Pesson, P., Écologie forestière, Gauthier-Villars, Paris, 1974, p. 257-287.
- Collection d'écologie, vol. 6 : Dynamique des populations, Masson, 1974.
- Bernard Dussart, Henri Friedel, Roger Dajoz, Roger Molinier, Jacques Daget, Jean Keiling, François Ramade, René Oizon, Claude-Marie Vadrot, François Lapoix, Michel et Claire Corajoud, Dominique Simonnet, Jean-Pierre Charbonneau, Encyclopédie de l’écologie, le présent en question, Éditions Larousse, 1977, 488 p.[20].
- Coléoptères : colydiidae et anommatidae paléarctiques, Éditions Masson, 1977, 280 pages.
- Faune de l'Europe et du bassin méditerranéen : coléoptères (volume 8), Éditions Masson, 1977, 280 pages.
- Écologie des insectes forestiers, Éditions Gauthier-Villars, 1980[21],[22].
- Insectes coléoptères : Colydiidae et Cerylonidae, Volume 54 de Faune de Madagascar, Éditions du CNRS, 256 pages, 1980[23].
- Éléments pour une histoire de l'écologie : la naissance de l'écologie moderne au XIXème siècle, Laboratoire d'ethnobotanique, Muséum national d'histoire naturelle, 1984, 7 pages.
- Écologie et biogéographie des milieux montagnards et de haute altitude, Actes du colloque international organisé au Centre d'écologie montagnarde de Gabas, du 10 au 12 septembre 1982, Éditions Gabas, Laboratoire d'écologie montagnarde, édité par l'écogénéticien Robert Marty, Muséum national d'histoire naturelle, Paris, Université de Bordeaux I, 560 pages, 1985.
- Les pionniers de l'écologie : une histoire des idées écologiques, par Donald Worster, traduit par Jean-Pierre Denis, préface de Roger Dajoz, 412 pages, Éditions Sang de la terre , 1992.
- Les insectes et la forêt : rôle et diversité des insectes dans le milieu forestier, Technique et Documentation, 1998, 594 p.[24].
- Les coléoptères carabidés et ténébrionidés : écologie et biologie, 2002, Technique et Documentation, 522 pages.
- Précis d'écologie, Dunod, 2006.
- La biodiversité, l'avenir de la planète et de l'homme, Ellipses, 2009[3].
- Dictionnaire d'entomologie, anatomie, systématique, biologie, 336 pages, Technique et documentation, 2010[25].
- L’évolution biologique au XXIe siècle : les faits, les théories, Lavoisier, 2012[26],[27].

### Préface
- Les pionniers de l'écologie : une histoire des idées écologiques, par Donald Worster, préface de Roger Dajoz,  traduit de l'anglais par Jean-Pierre Denis, Paris, Editions Sang de la terre, 1998.

### Édition scientifique
- L'Avenir du monde animal, Paris, Hachette, 1968-1974.
- Les Animaux : l'encyclopédie des animaux dans la nature, avec Robert Fréderick, préface de Jean Dorst, avant-propos de Frédéric Rossif, direction par Vincent Brugère, Paris, Hachette, 1968-1974.
- Panorama du monde animal, Paris, Hachette, 1968-1974.
- Évolution et répartition des animaux, Paris, Hachette, 1968-1974.
- Écologie et biogéographie des milieux montagnards et de haute altitude, Université de Bordeaux, Museum national d'histoire naturelle, édité par Jean-Jacques Lazare, Robert Marty et Roger Dajoz, Gabas, Laboratoire d'écologie montagnarde, 1985.

### Sélection d'articles
- 1980 : Coléoptères de Madagascar, II. Deux Pselaphidae nouveaux du genre Badensia Jeannel (Coleoptera). Revue française d'entomologie, pages 110–112.
- 1980 : Coléoptères de Madagascar, III. Nouveaux Staphylinides de la sous-famille des Osoriinae. Bulletin de la Société entomologique de France, pages 123–130.
- 1982 : Contribution à l’étude des Coléoptères Pselaphidae de Madagascar. Bulletin du Muséum national d'histoire naturelle, 4ème série, pages 481–522.
- 1985 : Coléoptères de Madagascar 9. Un nouveau genre de Carabidae de la tribu Caelostomini. Revue française d'entomologie, pages 79–82.
- 2004 : Notes sur quelques Clivinini d'Amérique du Nord: description de trois espèces du genre Dyschiriodes, et d'un genre nouveau de Guyane (Coleoptera, Carabidae). Nouvelle revue d'entomologie (Nouvelle série), pages 115–123[28].